# Chiesa dell'Immacolata Concezione (Bordighera)
La chiesa dell'Immacolata Concezione è un luogo di culto cattolico situato nel comune di Bordighera, in via Vittorio Emanuele, in provincia di Imperia. La chiesa è sede della parrocchia omonima del vicariato di Bordighera e Valle Nervia della diocesi di Ventimiglia-San Remo.

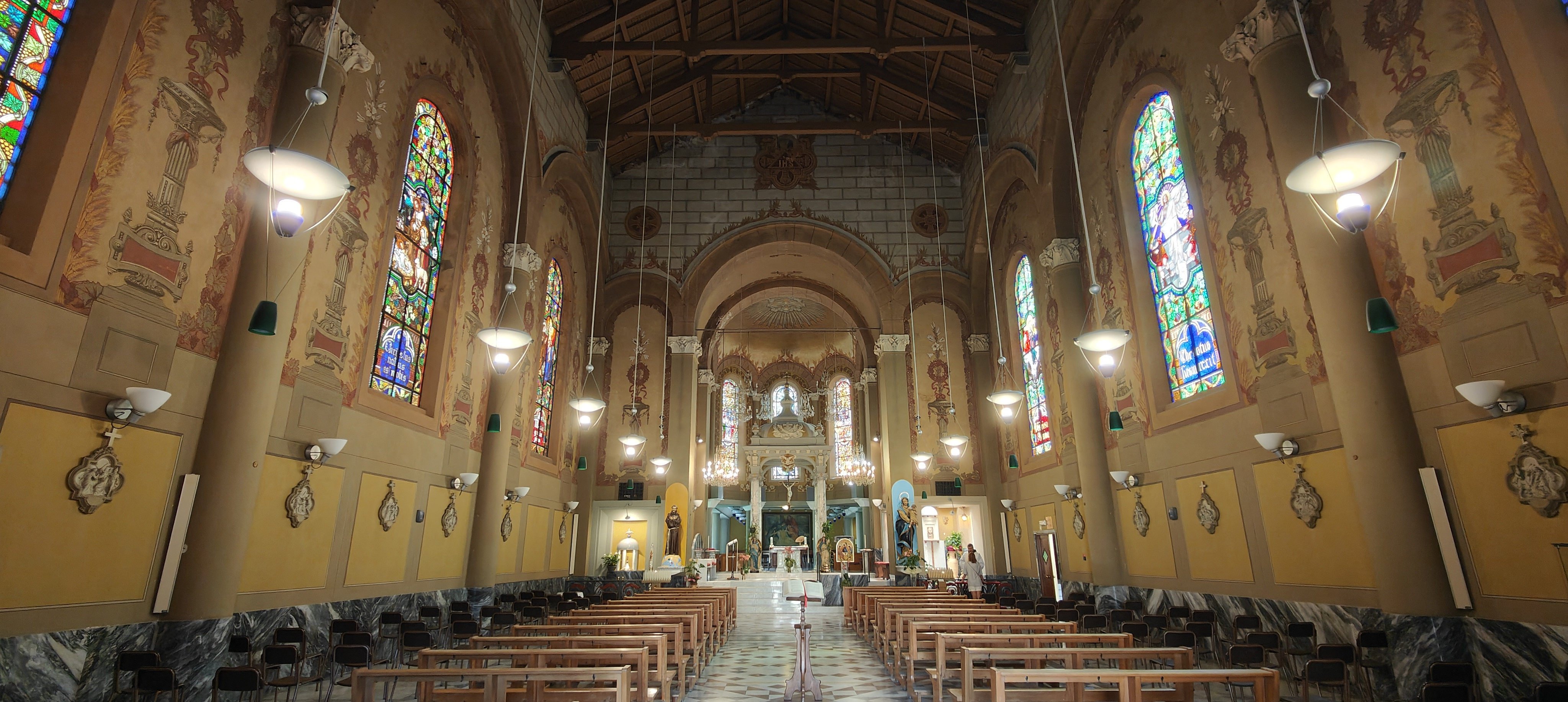
L'interno della chiesa

L'edificio, officiato dall'Ordine dei frati minori, è anche denominato "di Terrasanta", in onore ai primi preti missionari che officiarono messa rientrando dalla Palestina. Fa parte dei beni tutelati dalla Soprintendenza per i beni archeologici della Liguria.

## Storia e descrizione

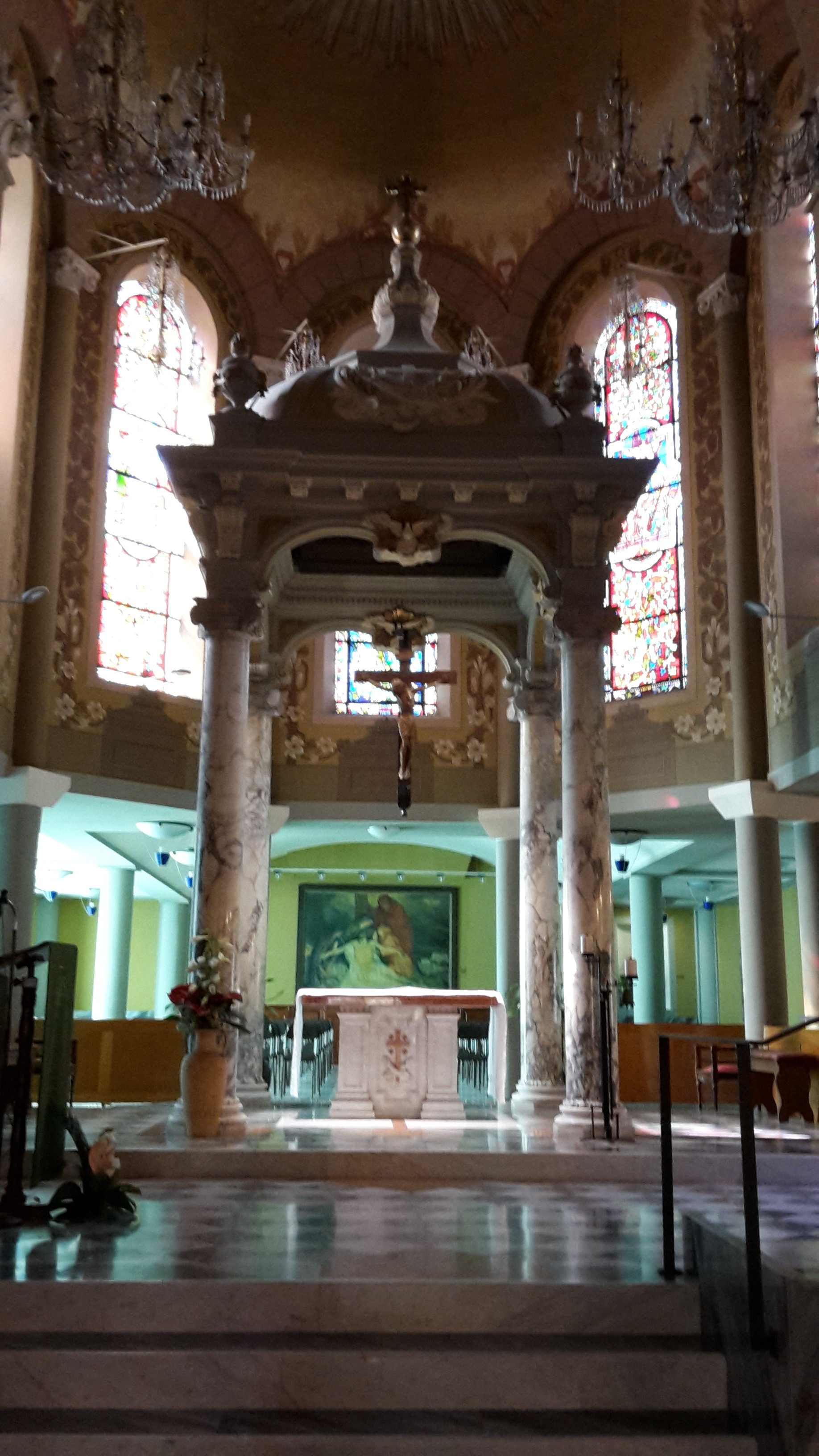
L'altare

Padre Giacomo Viale (1830-1912), che era il parroco di Bordighera, era un sacerdote francescano. Uno dei suoi desideri era di costruire una chiesa nella nuova zona della città che si era sviluppata lungo la costa. 

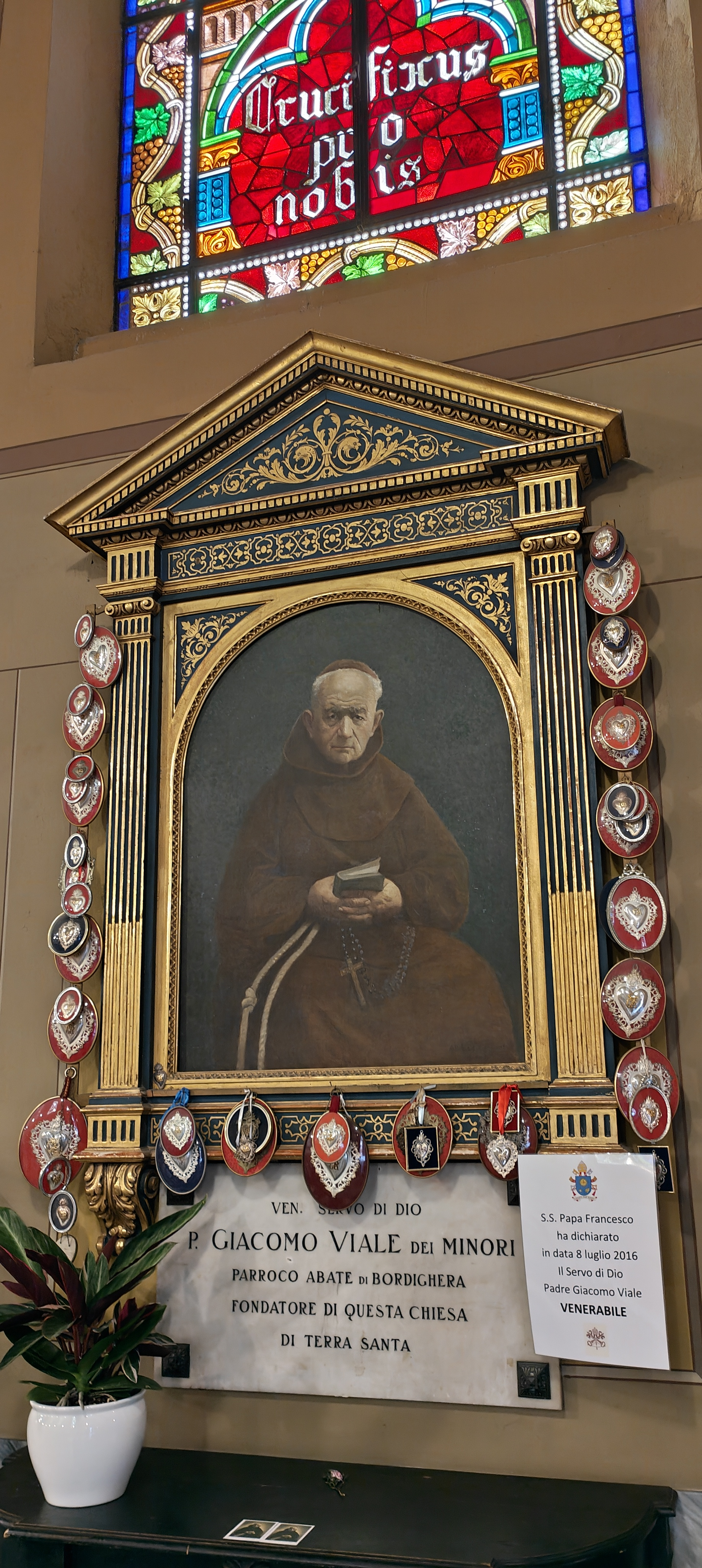
Padre Giacomo Viale, parroco dal 1863 al 1911

All'inizio si rivolse all'architetto Alessandro Cantù, famoso per aver progettato l'Hotel Royal di Sanremo, ma il progetto si bloccò a causa del suo rientro in convento. Nel 1875, ritornato a Bordighera, chiese l'aiuto dell'architetto Charles Garnier per la realizzazione del suo ambizioso progetto. Il terreno per costruire la chiesa fu donato dal signor Francesco Moreno, ben noto per i suoi splendidi giardini.

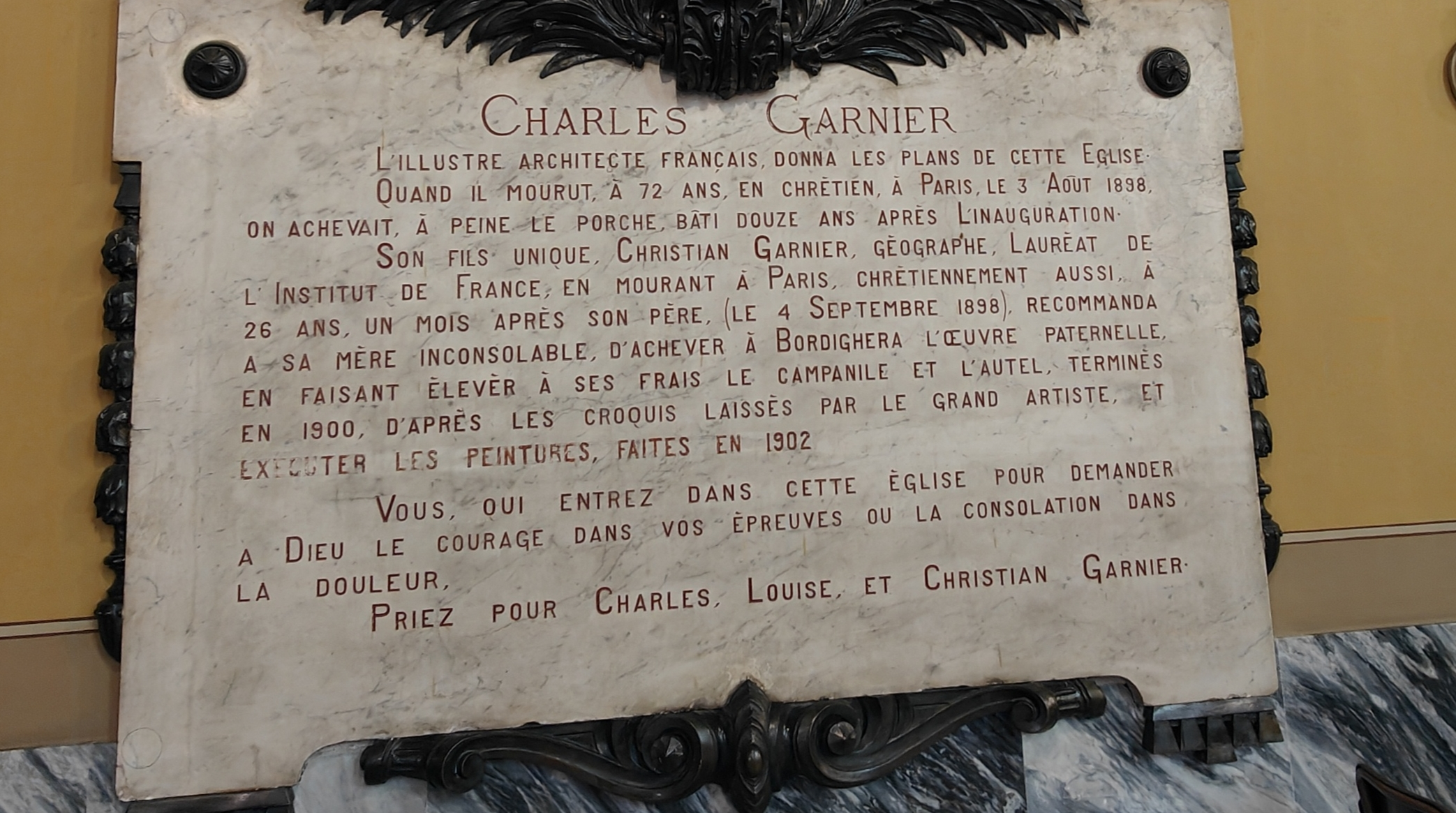
Targa all'interno a ricordo dell'Arch. Garnier

Il primo disegno di Garnier è del 30 giugno 1882. Garnier amava dire che:
È probabilmente a causa di questa sua convinzione che decise di progettare una chiesa tipica degli ordini mendicanti della Palestina. Progetta quindi una sola navata, divisa in tre da pilastri che portano archi con ampie finestre laterali. La facciata che comprendeva una decorazione a mosaico, fu arricchita da mosaici supplementari e la citazione Hic Domus Dei Oriente. La facciata è inoltre incorniciata da due torrette laterali, un portico che posa su una base in pietra della Turbie. Dietro la chiesa si può ammirare il campanile che s'ispira alle torrette che Garnier utilizzava nelle villa che costruiva sulla costa per i suoi clienti.
Il 14 gennaio 1883, il vescovo di Ventimiglia, monsignor Tommaso Reggio, inaugurò il progetto con la benedizione della prima pietra e il lavoro poté iniziare. Padre Giacomo Viale chiese alla missione di Terrasanta, se desiderasse mandare i suoi missionari di ritorno dalla Palestina a Bordighera, per consentire loro un più agevole ritorno. Nel 1885 i primi missionari, con problemi di salute, cominciarono ad arrivare in città, e s'installarono presso la chiesa ricambiando l'ospitalità officiando la messa.
Il 14 febbraio 1886 il vescovo Reggio consacrò la chiesa dedicandola alla Vergine Immacolata, ma la chiesa non era ancora finita. Il figlio di Charles Garnier, Christian, decise, alla morte del padre di finanziare personalmente e con la collaborazione della madre, la fine dei lavori. Il campanile fu terminato nel 1899 e nel 1902 furono concluse le decorazioni interne, realizzate da Marcel Jambon e dal parigino Poinsot che dipinse l'interno della cupola che sovrasta l'altare.
All'interno della chiesa è inoltre conservata una tela raffigurante La Deposizione del pittore belga Jules Pierre van Biesbroeck di Gand e un dipinto de La morte di san Giuseppe di Giuseppe Balbo.
Sfortunatamente nel 1906 e nel 1963 ci furono dei lavori supplementari che modificarono il progetto iniziale alterandone la coerenza. La chiesa fa parte degli immobili tutelati dalla Soprintendenza per i Beni Architettonici e Paesaggistici della Liguria.